# Évelyne Crochet
Évelyne Crochet, née à Paris en 1934, est une pianiste classique franco-américaine.

## Biographie
Évelyne Crochet est née en 1934 à Paris, où elle étudie le piano avec Yvonne Lefébure et Nadia Boulanger au conservatoire[Lequel ?]. Elle travaille également avec Marcel Samuel-Rousseau, Pierre Pasquier, Pierre Petit, Norbert Dufourcq. En 1953, elle remporte le premier prix du Conservatoire[réf. nécessaire]. Elle poursuit ses études pianistiques avec Edwin Fischer et Rudolf Serkin. 
Lors de la compétition internationale de Genève en 1956, elle remporte le premier prix, et se trouve parmi les gagnants du Concours Tchaïkovski à Moscou en 1958. À Berne, Rudolf Serkin entend son jeu et l'invite alors à suivre ses classes de maître. Crochet accepte l'offre de Serkin, puis s'installe en 1958 aux États-Unis. Comme soliste, elle a joué dans de nombreuses salles de concert américaines et européennes, y compris le Carnegie Hall à New York, le Symphony Hall à Boston, l'Orchestra Hall de Chicago, le Royal Festival Hall à Londres, le Concertgebouw à Amsterdam, et le Konzerthaus de Vienne. Elle a travaillé pendant de nombreuses années avec l'Orchestre symphonique de Boston, puis avec de nombreux autres orchestres en Allemagne, entre autres, avec l'Orchestre symphonique de la Radiodiffusion bavaroise et la NDR Radiophilharmonie. En tant que professeur universitaire, elle a enseigné dans diverses universités américaines (Brandeis, Rutgers, Boston, l'Université d'État de Géorgie et le Conservatoire de musique de la Nouvelle-Angleterre à Boston).
Son répertoire englobe trois siècles, du baroque au moderne. Elle a joué entre autres les œuvres pour piano de Gabriel Fauré et en 2006, a enregistré Le Clavier bien tempéré, parties I et II. Le critique musical Richard Dyer dans le Boston Globe a comparé son interprétation avec celles de Daniel Barenboim et Vladimir Ashkenazy, et l'a définie comme « la plus satisfaisante » parmi toutes les interprétations contemporaines. 
Évelyne Crochet réside aujourd'hui[Quand ?] à New York.

## Vie privée
Elle a un fils, Rafael, et est la tante du chanteur Axel Bauer[réf. nécessaire].